# Sigtrygg Bengtsson (Boberg)
Sigtrygg Bengtsson, son till Bengt Matsson (Boberg) som endast är nämnd 1219 då han redan var död, modern okänd. 

## Biografi
Sigtrygg Bengtsson (Boberg) var son till Bengt Matsson (Boberg) som endast är nämnd 1219 då han redan var död. Sigtrygg Bengtsson nämns 1219 och nämns som död 22 oktober 1252.
Samma år, 1219, sigillerar Sigtrygg och hans bror Lars ett brev och deras vapensköld blir därmed Sveriges äldsta i sigill bevarade vapen med en urskiljbar sköldteckning.

### Familj
Sigtrygg var gift två gånger, andra gången med en dotter till Magnus Minnisköld (Hon var halvsyster till Birger jarl).
Sigtrygg Bengtsson gifte sig första gången med en halvsyster till Birger jarl. De fick tillsammans barnen Bengt Sigtryggson (Boberg) (1223–1259) som var gift med Kristina Tunadotter (Vinstorpaätten) och Ulfhild Sigtryggsdotter (Boberg) som var gift med Karl Ingeborgasson (Lejonbalk).
Han gifte sig andra gånger och fick barnen Karl Sigtryggson (Boberg) som var gift med Helena Petersdotter, Hafrid Sigtryggsdotter (Boberg) som var gift med Gustav och PeterNäf, och en dotter som var mor till marsken Torgils Knutsson.